# الیزابت، استرالیای جنوبی
الیزابت (به انگلیسی: Elizabeth) یک حومه شهر در استرالیا است که در استرالیای جنوبی واقع شده‌است.